# Brevianthaceae
Brevianthaceae es una familia de hepáticas del orden Jungermanniales. Tiene un solo género: Brevianthus. El género es monotípico siendo su única especie: Brevianthus flavus

## Taxonomía
Brevianthaceae fue descrita por J.J.Engel & R.M.Schust. y publicado en Phytologia 47: 317. 1981
Brevianthus flavus fue descrita por (Grolle) J.J.Engel & R.M.Schust. y publicado en Phytologia 47: 318. 1981.
Sinonimia
- Jackiella flava Grolle